# Plesiophysa maia
Plesiophysa maia är en fjärilsart som beskrevs av Druce 1891. Plesiophysa maia ingår i släktet Plesiophysa och familjen nattflyn. Inga underarter finns listade i Catalogue of Life.